# Strade Bianche 2023
La Strade Bianche 2023, dissetena edició de la Strade Bianche, es disputà el dissabte 4 de març de 2023 sobre un recorregut de 184 km. La cursa forma part del calendari de l'UCI World Tour 2023 amb una categoria 1.UWT.
La victòria final fou pel britànic Tom Pidcock (Ineos Grenadiers), que protagonitzà un atac a manca de 50 quilòmetres al qual no va poder respondre cap dels seus rivals. L'acompanyaren al podi el francès Valentin Madouas (Groupama-FDJ) i el belga Tiesj Benoot (Team Jumbo-Visma).

## Recorregut
El recorregut de 184 km d'aquesta edició no varia respecte a l'edició anterior. Parteix de la fortalesa Mèdici de Siena i arriba a la Piazza del Campo, en aquesta mateixa ciutat. El recorregut inclou onze sectors de pistes forestals, les strade bianche, per un total de 63 km.
Sectors de strade bianche
| Sector Núm. | Nom                   | Quilòmetres                     | Llargada (m) | Categoria |
| ----------- | --------------------- | ------------------------------- | ------------ | --------- |
| 1           | Vidritta              | entre el km 17,6 i el km 19,7   | 2.100        | 01        |
| 2           | Bagnaia               | entre el km 25,0 i el km 30,8   | 5.800        | 01        |
| 3           | Radi                  | entre el km 36,9 i el km 41,3   | 4.400        | 03        |
| 4           | La Piana              | entre el km 47,6 i el km 53,1   | 5.500        | 01        |
| 5           | Lucignano d'Asso      | entre el km 75,8 i el km 87,7   | 11.900       | 03        |
| 6           | Pieve a Salti         | entre el km 88,7 i el km 96,7   | 8.000        | 04        |
| 7           | San Martino in Grania | entre el km 111,3 i el km 120,8 | 9.500        | 03        |
| 8           | Monte Sante Marie     | entre el km 130 i el km 141,5   | 11.500       | 05        |
| 9           | Monteaperti           | entre el km 160 i el km 160,8   | 800          | 01        |
| 10          | Colle Pinzuto         | entre el km 164,6 i el km 167   | 2.400        | 04        |
| 11          | Le Tolfe              | entre el km 171 i el km 172,1   | 1.100        | 03        |

## Equips participants
En aquesta edició l'organització va convidar a vint-i-cinc equips: els divuit equips UCI WorldTeams i set UCI ProTeams.
| WorldTeams (18)- AG2R Citroën Team - Alpecin-Deceuninck - Astana Qazaqstan Team - Bahrain Victorious - Bora-Hansgrohe - Cofidis - EF Education-EasyPost - Groupama-FDJ - Ineos Grenadiers - Intermarché-Circus-Wanty - Jumbo-Visma - Movistar Team - Soudal Quick-Step - Arkéa-Samsic - Team Jayco AlUla - Team DSM - Trek-Segafredo - UAE Team Emirates ProTeams (7)- Eolo-Kometa - Green Project-Bardiani CSF-Faizanè - Israel-Premier Tech - Lotto Dstny - Q36.5 Pro Cycling Team - TotalEnergies - Tudor Pro Cycling Team |
| |

## Classificació final
| \| Classificació general \| Classificació general \| Classificació general \| Classificació general \| Classificació general \| \| Corredor \| Corredor \| Equip \| Temps \| \| \| --------------------- \| ----------------------------- \| ------------------------ \| --------------------- \| --------------------- \| \| 1r \| Thomas Pidcock \| Ineos Grenadiers \| 4h 31' 41" \| \| \| 2n \| Valentin Madouas \| Groupama-FDJ \| + 20" \| \| \| 3r \| Tiesj Benoot \| Jumbo-Visma \| + 22" \| \| \| 4t \| Rui Alberto Faria da Costa \| Intermarché-Circus-Wanty \| + 23" \| \| \| 5è \| Attila Valter \| Jumbo-Visma \| + 23" \| \| \| 6è \| Matej Mohorič \| Bahrain Victorious \| + 34" \| \| \| 7è \| Peio Bilbao López de Armentia \| Bahrain Victorious \| + 1' 04" \| \| \| 8è \| Romain Grégoire \| Groupama-FDJ \| + 1' 18" \| \| \| 9è \| Davide Formolo \| UAE Team Emirates \| + 1' 23" \| \| \| 10è \| Andreas Kron \| Lotto Dstny \| + 1' 35" \| \| \| 11è \| Aleksei Lutsenko \| Astana Qazaqstan Team \| + 1' 44" \| \| \| 12è \| Quinn Simmons \| Trek-Segafredo \| + 2' 26" \| \| \| 13è \| Tim Wellens \| UAE Team Emirates \| + 2' 26" \| \| \| 14è \| Diego Ulissi \| UAE Team Emirates \| + 2' 26" \| \| \| 15è \| Mathieu van der Poel \| Alpecin-Deceuninck \| + 2' 26" \| \| \| 16è \| Alexander Aranburu Deba \| Movistar Team \| + 2' 26" \| \| \| 17è \| Toms Skujiņš \| Trek-Segafredo \| + 2' 26" \| \| \| 18è \| Michał Kwiatkowski \| Ineos Grenadiers \| + 2' 26" \| \| \| 19è \| Thibaut Pinot \| Groupama-FDJ \| + 2' 26" \| \| \| 20è \| Warren Barguil \| Arkéa-Samsic \| + 2' 26" \| \| |                               |                          |            |
| |                               |                          |            |
| Font: ProCyclingStats |                               |                          |            |
| Classificació general |                               |                          |            |
| Corredor | Corredor                      | Equip                    | Temps      |
| 1r | Thomas Pidcock                | Ineos Grenadiers         | 4h 31' 41" |
| 2n | Valentin Madouas              | Groupama-FDJ             | + 20"      |
| 3r | Tiesj Benoot                  | Jumbo-Visma              | + 22"      |
| 4t | Rui Alberto Faria da Costa    | Intermarché-Circus-Wanty | + 23"      |
| 5è | Attila Valter                 | Jumbo-Visma              | + 23"      |
| 6è | Matej Mohorič                 | Bahrain Victorious       | + 34"      |
| 7è | Peio Bilbao López de Armentia | Bahrain Victorious       | + 1' 04"   |
| 8è | Romain Grégoire               | Groupama-FDJ             | + 1' 18"   |
| 9è | Davide Formolo                | UAE Team Emirates        | + 1' 23"   |
| 10è | Andreas Kron                  | Lotto Dstny              | + 1' 35"   |
| 11è | Aleksei Lutsenko              | Astana Qazaqstan Team    | + 1' 44"   |
| 12è | Quinn Simmons                 | Trek-Segafredo           | + 2' 26"   |
| 13è | Tim Wellens                   | UAE Team Emirates        | + 2' 26"   |
| 14è | Diego Ulissi                  | UAE Team Emirates        | + 2' 26"   |
| 15è | Mathieu van der Poel          | Alpecin-Deceuninck       | + 2' 26"   |
| 16è | Alexander Aranburu Deba       | Movistar Team            | + 2' 26"   |
| 17è | Toms Skujiņš                  | Trek-Segafredo           | + 2' 26"   |
| 18è | Michał Kwiatkowski            | Ineos Grenadiers         | + 2' 26"   |
| 19è | Thibaut Pinot                 | Groupama-FDJ             | + 2' 26"   |
| 20è | Warren Barguil                | Arkéa-Samsic             | + 2' 26"   |

## Llista de participants
| Alpecin-Deceuninck ADC | Alpecin-Deceuninck ADC      | Alpecin-Deceuninck ADC |
| ---------------------- | --------------------------- | ---------------------- |
| Núm                    | Ciclista                    | Pos                    |
| 1                      | Mathieu van der Poel (NED)  | 14è                    |
| 2                      | Sam Gaze (NZL)              | 84è                    |
| 3                      | Michael Gogl (AUT)          | 66è                    |
| 4                      | Oscar Riesebeek (NED)       | 126è                   |
| 5                      | Robert Stannard (AUS)       | 50è                    |
| 6                      | Fabio Van den Bossche (BEL) | 128è                   |
| 7                      | Gianni Vermeersch (BEL)     | 21è                    |

| AG2R Citroën Team ACT | AG2R Citroën Team ACT        | AG2R Citroën Team ACT |
| --------------------- | ---------------------------- | --------------------- |
| Núm                   | Ciclista                     | Pos                   |
| 11                    | Greg Van Avermaet (BEL)      | 44è                   |
| 12                    | Valentin Paret-Peintre (FRA) | DNF                   |
| 13                    | Nans Peters (FRA)            | 56è                   |
| 14                    | Alan Retailleau (FRA)        | DNF                   |
| 15                    | Michael Schär (SUI)          | 89è                   |
| 16                    | Andrea Vendrame (ITA)        | DNF                   |
| 17                    | Clément Venturini (FRA)      | 43è                   |

| Astana Qazaqstan Team AST | Astana Qazaqstan Team AST | Astana Qazaqstan Team AST |
| ------------------------- | ------------------------- | ------------------------- |
| Núm                       | Ciclista                  | Pos                       |
| 21                        | Aleksei Lutsenko (KAZ)    | 11è                       |
| 22                        | Aliaksandr Rabuixenka     | FC                        |
| 23                        | Manuele Boaro (ITA)       | DNF                       |
| 24                        | Yevgeniy Fedorov (KAZ)    | NP                        |
| 25                        | Antonio Nibali (ITA)      | DNF                       |
| 26                        | Leonardo Basso (ITA)      | 125è                      |
| 27                        | Simone Velasco (ITA)      | 90è                       |

| Bahrain Victorious TBV | Bahrain Victorious TBV              | Bahrain Victorious TBV |
| ---------------------- | ----------------------------------- | ---------------------- |
| Núm                    | Ciclista                            | Pos                    |
| 31                     | Peio Bilbao López de Armentia (ESP) | 7è                     |
| 32                     | Matevž Govekar (SLO)                | 106è                   |
| 33                     | Fran Miholjević (CRO)               | DNF                    |
| 34                     | Matej Mohorič (SLO)                 | 6è                     |
| 35                     | Andrea Pasqualon (ITA)              | 48è                    |
| 36                     | Rainer Kepplinger (AUT)             | 47è                    |
| 37                     | Hermann Pernsteiner (AUT)           | 45è                    |

| Bora-Hansgrohe BOH | Bora-Hansgrohe BOH          | Bora-Hansgrohe BOH |
| ------------------ | --------------------------- | ------------------ |
| Núm                | Ciclista                    | Pos                |
| 41                 | Sergio Higuita García (COL) | 37è                |
| 42                 | Cesare Benedetti (POL)      | DNF                |
| 43                 | Patrick Gamper (AUT)        | DNF                |
| 44                 | Lennard Kämna (GER)         | 28è                |
| 45                 | Patrick Konrad (AUT)        | 23è                |
| 46                 | Ide Schelling (NED)         | 107è               |
| 47                 | Aleksandr Vlàssov           | 25è                |

| Cofidis COF | Cofidis COF                    | Cofidis COF |
| ----------- | ------------------------------ | ----------- |
| Núm         | Ciclista                       | Pos         |
| 51          | Axel Zingle (FRA)              | 53è         |
| 52          | André Carvalho (POR)           | 112è        |
| 53          | Thomas Champion (FRA)          | DNF         |
| 54          | Eddy Finé (FRA)                | 96è         |
| 55          | Jonathan Lastra Martínez (ESP) | 83è         |
| 56          | Axel Mariault (FRA)            | 102è        |
| 57          | Harrison Wood (GBR)            | 46è         |

| EF Education-EasyPost EFE | EF Education-EasyPost EFE       | EF Education-EasyPost EFE |
| ------------------------- | ------------------------------- | ------------------------- |
| Núm                       | Ciclista                        | Pos                       |
| 61                        | Alberto Bettiol (ITA)           | DNF                       |
| 62                        | Andrey Amador Bikkazakova (CRC) | DNF                       |
| 63                        | Julius van den Berg (NED)       | 82è                       |
| 64                        | Mikkel Frølich Honoré (DEN)     | 65è                       |
| 65                        | Jens Keukeleire (BEL)           | 92è                       |
| 66                        | Sean Quinn (USA)                | 34è                       |
| 67                        | James Shaw (GBR)                | 26è                       |

| Eolo-Kometa EOK | Eolo-Kometa EOK         | Eolo-Kometa EOK |
| --------------- | ----------------------- | --------------- |
| Núm             | Ciclista                | Pos             |
| 71              | Erik Fetter (HUN)       | 74è             |
| 72              | Simone Bevilacqua (ITA) | DNF             |
| 73              | Andrea Garosio (ITA)    | FC              |
| 74              | Mirco Maestri (ITA)     | 88è             |
| 75              | Andrea Pietrobon (ITA)  | DNF             |
| 76              | Samuele Rivi (ITA)      | DNF             |
| 77              | Diego Sevilla (ESP)     | 109è            |

| Green Project-Bardiani CSF-Faizanè BCF | Green Project-Bardiani CSF-Faizanè BCF | Green Project-Bardiani CSF-Faizanè BCF |
| -------------------------------------- | -------------------------------------- | -------------------------------------- |
| Núm                                    | Ciclista                               | Pos                                    |
| 81                                     | Luca Colnaghi (ITA)                    | 108è                                   |
| 82                                     | Davide Gabburo (ITA)                   | 61è                                    |
| 83                                     | Alex Tolio (ITA)                       | 81è                                    |
| 84                                     | Riccardo Lucca (ITA)                   | 118è                                   |
| 85                                     | Filippo Magli (ITA)                    | 110è                                   |
| 86                                     | Alessandro Tonelli (ITA)               | DNF                                    |
| 87                                     | Samuele Zoccarato (ITA)                | 121è                                   |

| Groupama-FDJ GFC | Groupama-FDJ GFC       | Groupama-FDJ GFC |
| ---------------- | ---------------------- | ---------------- |
| Núm              | Ciclista               | Pos              |
| 91               | Thibaut Pinot (FRA)    | 18è              |
| 92               | Lewis Askey (GBR)      | 93è              |
| 93               | Romain Grégoire (FRA)  | 8è               |
| 94               | Olivier Le Gac (FRA)   | 64è              |
| 95               | Valentin Madouas (FRA) | 2n               |
| 96               | Quentin Pacher (FRA)   | 59è              |
| 97               | Fabian Lienhard (SUI)  | 120è             |

| Ineos Grenadiers IGD | Ineos Grenadiers IGD               | Ineos Grenadiers IGD |
| -------------------- | ---------------------------------- | -------------------- |
| Núm                  | Ciclista                           | Pos                  |
| 101                  | Thomas Pidcock (GBR)               | 1r                   |
| 102                  | Laurens De Plus (BEL)              | 24è                  |
| 103                  | Michał Kwiatkowski (POL)           | 17è                  |
| 104                  | Brandon Rivera (COL)               | 60è                  |
| 105                  | Carlos Rodríguez Cano (ESP) (ruta) | DNF                  |
| 106                  | Magnus Sheffield (USA)             | 55è                  |
| 107                  | Ben Tulett (GBR)                   | 30è                  |

| Intermarché-Circus-Wanty ICW | Intermarché-Circus-Wanty ICW     | Intermarché-Circus-Wanty ICW |
| ---------------------------- | -------------------------------- | ---------------------------- |
| Núm                          | Ciclista                         | Pos                          |
| 111                          | Rui Alberto Faria da Costa (POR) | 4t                           |
| 112                          | Sven Erik Bystrøm (NOR)          | 41è                          |
| 113                          | Rune Herregodts (BEL)            | DNF                          |
| 114                          | Simone Petilli (ITA)             | 32è                          |
| 115                          | Lorenzo Rota (ITA)               | DNF                          |
| 116                          | Laurens Huys (BEL)               | 51è                          |
| 117                          | Georg Zimmermann (GER)           | DNF                          |

| Israel-Premier Tech IPT | Israel-Premier Tech IPT  | Israel-Premier Tech IPT |
| ----------------------- | ------------------------ | ----------------------- |
| Núm                     | Ciclista                 | Pos                     |
| 121                     | Omer Goldstein (ISR)     | FC                      |
| 123                     | Simon Clarke (AUS)       | 27è                     |
| 124                     | Derek Gee (CAN)          | FC                      |
| 125                     | Reto Hollenstein (SUI)   | DNF                     |
| 126                     | Krists Neilands (LAT)    | 76è                     |
| 127                     | Mads Würtz Schmidt (DEN) | DNF                     |

| Jumbo-Visma TJV | Jumbo-Visma TJV            | Jumbo-Visma TJV |
| --------------- | -------------------------- | --------------- |
| Núm             | Ciclista                   | Pos             |
| 131             | Tiesj Benoot (BEL)         | 3r              |
| 132             | Michel Hessmann (GER)      | 73è             |
| 133             | Lennard Hofstede (NED)     | 104è            |
| 134             | Gijs Leemreize (NED)       | FC              |
| 135             | Milan Vader (NED)          | 33è             |
| 136             | Attila Valter (HUN) (ruta) | 5è              |
| 137             | Tosh Van der Sande (BEL)   | 86è             |

| Lotto Dstny LTD | Lotto Dstny LTD          | Lotto Dstny LTD |
| --------------- | ------------------------ | --------------- |
| Núm             | Ciclista                 | Pos             |
| 141             | Andreas Kron (DEN)       | 10è             |
| 142             | Johannes Adamietz (GER)  | DNF             |
| 143             | Arjen Livyns (BEL)       | 94è             |
| 144             | Sylvain Moniquet (BEL)   | 124è            |
| 145             | Mathijs Paasschens (NED) | 113è            |
| 146             | Eduardo Sepúlveda (ARG)  | DNF             |
| 147             | Maxim Van Gils (BEL)     | 22è             |

| Movistar Team MOV | Movistar Team MOV               | Movistar Team MOV |
| ----------------- | ------------------------------- | ----------------- |
| Núm               | Ciclista                        | Pos               |
| 151               | Alexander Aranburu Deba (ESP)   | 15è               |
| 152               | Albert Torres Barceló (ESP)     | 115è              |
| 153               | Juri Hollmann (GER)             | 71è               |
| 154               | Lluís Mas Bonet (ESP)           | 70è               |
| 155               | Nélson Oliveira (POR)           | 35è               |
| 156               | Iván Romeo Abad (ESP)           | DNF               |
| 157               | Carlos Verona Quintanilla (ESP) | 63è               |

| Q36.5 Pro Cycling Team Q36 | Q36.5 Pro Cycling Team Q36   | Q36.5 Pro Cycling Team Q36 |
| -------------------------- | ---------------------------- | -------------------------- |
| Núm                        | Ciclista                     | Pos                        |
| 161                        | Negasi Abreha (ETH)          | 114è                       |
| 162                        | Gianluca Brambilla (ITA)     | DNF                        |
| 163                        | Walter Calzoni (ITA)         | 52è                        |
| 164                        | Marcel Camprubí Pijoan (ESP) | DNF                        |
| 165                        | Filippo Colombo (SUI)        | 122è                       |
| 166                        | Filippo Conca (ITA)          | 58è                        |
| 167                        | Mark Donovan (GBR)           | DNF                        |

| Soudal Quick-Step SOQ | Soudal Quick-Step SOQ    | Soudal Quick-Step SOQ |
| --------------------- | ------------------------ | --------------------- |
| Núm                   | Ciclista                 | Pos                   |
| 171                   | Julian Alaphilippe (FRA) | 42è                   |
| 172                   | Andrea Bagioli (ITA)     | 29è                   |
| 173                   | Davide Ballerini (ITA)   | DNF                   |
| 174                   | Casper Pedersen (DEN)    | 87è                   |
| 175                   | Dries Devenyns (BEL)     | DNF                   |
| 176                   | Pieter Serry (BEL)       | 57è                   |
| 177                   | Mauri Vansevenant (BEL)  | 85è                   |

| Arkéa-Samsic ARK | Arkéa-Samsic ARK        | Arkéa-Samsic ARK |
| ---------------- | ----------------------- | ---------------- |
| Núm              | Ciclista                | Pos              |
| 181              | Warren Barguil (FRA)    | 19è              |
| 182              | Louis Barré (FRA)       | 117è             |
| 183              | Anthony Delaplace (FRA) | 78è              |
| 184              | Simon Guglielmi (FRA)   | 31è              |
| 185              | Łukasz Owsian (POL)     | FC               |
| 186              | Clément Russo (FRA)     | 97è              |
| 187              | Alessandro Verre (ITA)  | 39è              |

| Team DSM DSM | Team DSM DSM             | Team DSM DSM |
| ------------ | ------------------------ | ------------ |
| Núm          | Ciclista                 | Pos          |
| 191          | Oscar Onley (GBR)        | 40è          |
| 192          | Marco Brenner (GER)      | DNF          |
| 193          | Henri Vandenabeele (BEL) | DNF          |
| 194          | Sean Flynn (GBR)         | 91è          |
| 195          | Harm Vanhoucke (BEL)     | 100è         |
| 196          | Lorenzo Milesi (ITA)     | DNF          |
| 197          | Martijn Tusveld (NED)    | 77è          |

| Team Jayco AlUla JAY | Team Jayco AlUla JAY          | Team Jayco AlUla JAY |
| -------------------- | ----------------------------- | -------------------- |
| Núm                  | Ciclista                      | Pos                  |
| 201                  | Filippo Zana (ITA) (ruta)     | 20è                  |
| 202                  | Alexandre Balmer (SUI)        | 79è                  |
| 203                  | Alessandro De Marchi (ITA)    | 38è                  |
| 204                  | Felix Engelhardt (GER)        | FC                   |
| 205                  | Christopher Juul-Jensen (DEN) | 98è                  |
| 206                  | Jan Maas (NED)                | 123è                 |
| 207                  | Zdeněk Štybar (CZE)           | 72è                  |

| TotalEnergies TEN | TotalEnergies TEN        | TotalEnergies TEN |
| ----------------- | ------------------------ | ----------------- |
| Núm               | Ciclista                 | Pos               |
| 211               | Peter Sagan (SVK) (ruta) | 103è              |
| 212               | Maciej Bodnar (POL)      | DNF               |
| 213               | Mathieu Burgaudeau (FRA) | DNF               |
| 214               | Steff Cras (BEL)         | 36è               |
| 215               | Valentin Ferron (FRA)    | 75è               |
| 216               | Daniel Oss (ITA)         | 127è              |
| 217               | Julien Simon (FRA)       | DNF               |

| Trek-Segafredo TFS | Trek-Segafredo TFS           | Trek-Segafredo TFS |
| ------------------ | ---------------------------- | ------------------ |
| Núm                | Ciclista                     | Pos                |
| 221                | Edward Theuns (BEL)          | 119è               |
| 222                | Dario Cataldo (ITA)          | 116è               |
| 223                | Amanuel Gebrezgabihier (ERI) | 80è                |
| 224                | Asbjørn Hellemose (DEN)      | 62è                |
| 225                | Markus Hoelgaard (NOR)       | FC                 |
| 226                | Quinn Simmons (USA)          | 12è                |
| 227                | Toms Skujiņš (LAT)           | 16è                |

| Tudor Pro Cycling Team TUD | Tudor Pro Cycling Team TUD  | Tudor Pro Cycling Team TUD |
| -------------------------- | --------------------------- | -------------------------- |
| Núm                        | Ciclista                    | Pos                        |
| 231                        | Sébastien Reichenbach (SUI) | 49è                        |
| 232                        | Nils Brun (SUI)             | 111è                       |
| 233                        | Aloïs Charrin (FRA)         | DNF                        |
| 234                        | Lucas Eriksson (SWE) (ruta) | 54è                        |
| 235                        | Simon Pellaud (SUI)         | 95è                        |
| 236                        | Roland Thalmann (SUI)       | 101è                       |
| 237                        | Yannis Voisard (SUI)        | 67è                        |

| UAE Team Emirates UAD | UAE Team Emirates UAD | UAE Team Emirates UAD |
| --------------------- | --------------------- | --------------------- |
| Núm                   | Ciclista              | Pos                   |
| 241                   | Sjoerd Bax (NED)      | 99è                   |
| 242                   | George Bennett (NZL)  | 105è                  |
| 243                   | Alessandro Covi (ITA) | 68è                   |
| 244                   | Davide Formolo (ITA)  | 9è                    |
| 245                   | Brandon McNulty (USA) | 69è                   |
| 246                   | Diego Ulissi (ITA)    | 13è                   |
| 247                   | Tim Wellens (BEL)     | DNF                   |

| Alpecin-Deceuninck ADC | Alpecin-Deceuninck ADC      | Alpecin-Deceuninck ADC |
| ---------------------- | --------------------------- | ---------------------- |
| Núm                    | Ciclista                    | Pos                    |
| 1                      | Mathieu van der Poel (NED)  | 14è                    |
| 2                      | Sam Gaze (NZL)              | 84è                    |
| 3                      | Michael Gogl (AUT)          | 66è                    |
| 4                      | Oscar Riesebeek (NED)       | 126è                   |
| 5                      | Robert Stannard (AUS)       | 50è                    |
| 6                      | Fabio Van den Bossche (BEL) | 128è                   |
| 7                      | Gianni Vermeersch (BEL)     | 21è                    |

| AG2R Citroën Team ACT | AG2R Citroën Team ACT        | AG2R Citroën Team ACT |
| --------------------- | ---------------------------- | --------------------- |
| Núm                   | Ciclista                     | Pos                   |
| 11                    | Greg Van Avermaet (BEL)      | 44è                   |
| 12                    | Valentin Paret-Peintre (FRA) | DNF                   |
| 13                    | Nans Peters (FRA)            | 56è                   |
| 14                    | Alan Retailleau (FRA)        | DNF                   |
| 15                    | Michael Schär (SUI)          | 89è                   |
| 16                    | Andrea Vendrame (ITA)        | DNF                   |
| 17                    | Clément Venturini (FRA)      | 43è                   |

| Astana Qazaqstan Team AST | Astana Qazaqstan Team AST | Astana Qazaqstan Team AST |
| ------------------------- | ------------------------- | ------------------------- |
| Núm                       | Ciclista                  | Pos                       |
| 21                        | Aleksei Lutsenko (KAZ)    | 11è                       |
| 22                        | Aliaksandr Rabuixenka     | FC                        |
| 23                        | Manuele Boaro (ITA)       | DNF                       |
| 24                        | Yevgeniy Fedorov (KAZ)    | NP                        |
| 25                        | Antonio Nibali (ITA)      | DNF                       |
| 26                        | Leonardo Basso (ITA)      | 125è                      |
| 27                        | Simone Velasco (ITA)      | 90è                       |

| Bahrain Victorious TBV | Bahrain Victorious TBV              | Bahrain Victorious TBV |
| ---------------------- | ----------------------------------- | ---------------------- |
| Núm                    | Ciclista                            | Pos                    |
| 31                     | Peio Bilbao López de Armentia (ESP) | 7è                     |
| 32                     | Matevž Govekar (SLO)                | 106è                   |
| 33                     | Fran Miholjević (CRO)               | DNF                    |
| 34                     | Matej Mohorič (SLO)                 | 6è                     |
| 35                     | Andrea Pasqualon (ITA)              | 48è                    |
| 36                     | Rainer Kepplinger (AUT)             | 47è                    |
| 37                     | Hermann Pernsteiner (AUT)           | 45è                    |

| Bora-Hansgrohe BOH | Bora-Hansgrohe BOH          | Bora-Hansgrohe BOH |
| ------------------ | --------------------------- | ------------------ |
| Núm                | Ciclista                    | Pos                |
| 41                 | Sergio Higuita García (COL) | 37è                |
| 42                 | Cesare Benedetti (POL)      | DNF                |
| 43                 | Patrick Gamper (AUT)        | DNF                |
| 44                 | Lennard Kämna (GER)         | 28è                |
| 45                 | Patrick Konrad (AUT)        | 23è                |
| 46                 | Ide Schelling (NED)         | 107è               |
| 47                 | Aleksandr Vlàssov           | 25è                |

| Cofidis COF | Cofidis COF                    | Cofidis COF |
| ----------- | ------------------------------ | ----------- |
| Núm         | Ciclista                       | Pos         |
| 51          | Axel Zingle (FRA)              | 53è         |
| 52          | André Carvalho (POR)           | 112è        |
| 53          | Thomas Champion (FRA)          | DNF         |
| 54          | Eddy Finé (FRA)                | 96è         |
| 55          | Jonathan Lastra Martínez (ESP) | 83è         |
| 56          | Axel Mariault (FRA)            | 102è        |
| 57          | Harrison Wood (GBR)            | 46è         |

| EF Education-EasyPost EFE | EF Education-EasyPost EFE       | EF Education-EasyPost EFE |
| ------------------------- | ------------------------------- | ------------------------- |
| Núm                       | Ciclista                        | Pos                       |
| 61                        | Alberto Bettiol (ITA)           | DNF                       |
| 62                        | Andrey Amador Bikkazakova (CRC) | DNF                       |
| 63                        | Julius van den Berg (NED)       | 82è                       |
| 64                        | Mikkel Frølich Honoré (DEN)     | 65è                       |
| 65                        | Jens Keukeleire (BEL)           | 92è                       |
| 66                        | Sean Quinn (USA)                | 34è                       |
| 67                        | James Shaw (GBR)                | 26è                       |

| Eolo-Kometa EOK | Eolo-Kometa EOK         | Eolo-Kometa EOK |
| --------------- | ----------------------- | --------------- |
| Núm             | Ciclista                | Pos             |
| 71              | Erik Fetter (HUN)       | 74è             |
| 72              | Simone Bevilacqua (ITA) | DNF             |
| 73              | Andrea Garosio (ITA)    | FC              |
| 74              | Mirco Maestri (ITA)     | 88è             |
| 75              | Andrea Pietrobon (ITA)  | DNF             |
| 76              | Samuele Rivi (ITA)      | DNF             |
| 77              | Diego Sevilla (ESP)     | 109è            |

| Green Project-Bardiani CSF-Faizanè BCF | Green Project-Bardiani CSF-Faizanè BCF | Green Project-Bardiani CSF-Faizanè BCF |
| -------------------------------------- | -------------------------------------- | -------------------------------------- |
| Núm                                    | Ciclista                               | Pos                                    |
| 81                                     | Luca Colnaghi (ITA)                    | 108è                                   |
| 82                                     | Davide Gabburo (ITA)                   | 61è                                    |
| 83                                     | Alex Tolio (ITA)                       | 81è                                    |
| 84                                     | Riccardo Lucca (ITA)                   | 118è                                   |
| 85                                     | Filippo Magli (ITA)                    | 110è                                   |
| 86                                     | Alessandro Tonelli (ITA)               | DNF                                    |
| 87                                     | Samuele Zoccarato (ITA)                | 121è                                   |

| Groupama-FDJ GFC | Groupama-FDJ GFC       | Groupama-FDJ GFC |
| ---------------- | ---------------------- | ---------------- |
| Núm              | Ciclista               | Pos              |
| 91               | Thibaut Pinot (FRA)    | 18è              |
| 92               | Lewis Askey (GBR)      | 93è              |
| 93               | Romain Grégoire (FRA)  | 8è               |
| 94               | Olivier Le Gac (FRA)   | 64è              |
| 95               | Valentin Madouas (FRA) | 2n               |
| 96               | Quentin Pacher (FRA)   | 59è              |
| 97               | Fabian Lienhard (SUI)  | 120è             |

| Ineos Grenadiers IGD | Ineos Grenadiers IGD               | Ineos Grenadiers IGD |
| -------------------- | ---------------------------------- | -------------------- |
| Núm                  | Ciclista                           | Pos                  |
| 101                  | Thomas Pidcock (GBR)               | 1r                   |
| 102                  | Laurens De Plus (BEL)              | 24è                  |
| 103                  | Michał Kwiatkowski (POL)           | 17è                  |
| 104                  | Brandon Rivera (COL)               | 60è                  |
| 105                  | Carlos Rodríguez Cano (ESP) (ruta) | DNF                  |
| 106                  | Magnus Sheffield (USA)             | 55è                  |
| 107                  | Ben Tulett (GBR)                   | 30è                  |

| Intermarché-Circus-Wanty ICW | Intermarché-Circus-Wanty ICW     | Intermarché-Circus-Wanty ICW |
| ---------------------------- | -------------------------------- | ---------------------------- |
| Núm                          | Ciclista                         | Pos                          |
| 111                          | Rui Alberto Faria da Costa (POR) | 4t                           |
| 112                          | Sven Erik Bystrøm (NOR)          | 41è                          |
| 113                          | Rune Herregodts (BEL)            | DNF                          |
| 114                          | Simone Petilli (ITA)             | 32è                          |
| 115                          | Lorenzo Rota (ITA)               | DNF                          |
| 116                          | Laurens Huys (BEL)               | 51è                          |
| 117                          | Georg Zimmermann (GER)           | DNF                          |

| Israel-Premier Tech IPT | Israel-Premier Tech IPT  | Israel-Premier Tech IPT |
| ----------------------- | ------------------------ | ----------------------- |
| Núm                     | Ciclista                 | Pos                     |
| 121                     | Omer Goldstein (ISR)     | FC                      |
| 123                     | Simon Clarke (AUS)       | 27è                     |
| 124                     | Derek Gee (CAN)          | FC                      |
| 125                     | Reto Hollenstein (SUI)   | DNF                     |
| 126                     | Krists Neilands (LAT)    | 76è                     |
| 127                     | Mads Würtz Schmidt (DEN) | DNF                     |

| Jumbo-Visma TJV | Jumbo-Visma TJV            | Jumbo-Visma TJV |
| --------------- | -------------------------- | --------------- |
| Núm             | Ciclista                   | Pos             |
| 131             | Tiesj Benoot (BEL)         | 3r              |
| 132             | Michel Hessmann (GER)      | 73è             |
| 133             | Lennard Hofstede (NED)     | 104è            |
| 134             | Gijs Leemreize (NED)       | FC              |
| 135             | Milan Vader (NED)          | 33è             |
| 136             | Attila Valter (HUN) (ruta) | 5è              |
| 137             | Tosh Van der Sande (BEL)   | 86è             |

| Lotto Dstny LTD | Lotto Dstny LTD          | Lotto Dstny LTD |
| --------------- | ------------------------ | --------------- |
| Núm             | Ciclista                 | Pos             |
| 141             | Andreas Kron (DEN)       | 10è             |
| 142             | Johannes Adamietz (GER)  | DNF             |
| 143             | Arjen Livyns (BEL)       | 94è             |
| 144             | Sylvain Moniquet (BEL)   | 124è            |
| 145             | Mathijs Paasschens (NED) | 113è            |
| 146             | Eduardo Sepúlveda (ARG)  | DNF             |
| 147             | Maxim Van Gils (BEL)     | 22è             |

| Movistar Team MOV | Movistar Team MOV               | Movistar Team MOV |
| ----------------- | ------------------------------- | ----------------- |
| Núm               | Ciclista                        | Pos               |
| 151               | Alexander Aranburu Deba (ESP)   | 15è               |
| 152               | Albert Torres Barceló (ESP)     | 115è              |
| 153               | Juri Hollmann (GER)             | 71è               |
| 154               | Lluís Mas Bonet (ESP)           | 70è               |
| 155               | Nélson Oliveira (POR)           | 35è               |
| 156               | Iván Romeo Abad (ESP)           | DNF               |
| 157               | Carlos Verona Quintanilla (ESP) | 63è               |

| Q36.5 Pro Cycling Team Q36 | Q36.5 Pro Cycling Team Q36   | Q36.5 Pro Cycling Team Q36 |
| -------------------------- | ---------------------------- | -------------------------- |
| Núm                        | Ciclista                     | Pos                        |
| 161                        | Negasi Abreha (ETH)          | 114è                       |
| 162                        | Gianluca Brambilla (ITA)     | DNF                        |
| 163                        | Walter Calzoni (ITA)         | 52è                        |
| 164                        | Marcel Camprubí Pijoan (ESP) | DNF                        |
| 165                        | Filippo Colombo (SUI)        | 122è                       |
| 166                        | Filippo Conca (ITA)          | 58è                        |
| 167                        | Mark Donovan (GBR)           | DNF                        |

| Soudal Quick-Step SOQ | Soudal Quick-Step SOQ    | Soudal Quick-Step SOQ |
| --------------------- | ------------------------ | --------------------- |
| Núm                   | Ciclista                 | Pos                   |
| 171                   | Julian Alaphilippe (FRA) | 42è                   |
| 172                   | Andrea Bagioli (ITA)     | 29è                   |
| 173                   | Davide Ballerini (ITA)   | DNF                   |
| 174                   | Casper Pedersen (DEN)    | 87è                   |
| 175                   | Dries Devenyns (BEL)     | DNF                   |
| 176                   | Pieter Serry (BEL)       | 57è                   |
| 177                   | Mauri Vansevenant (BEL)  | 85è                   |

| Arkéa-Samsic ARK | Arkéa-Samsic ARK        | Arkéa-Samsic ARK |
| ---------------- | ----------------------- | ---------------- |
| Núm              | Ciclista                | Pos              |
| 181              | Warren Barguil (FRA)    | 19è              |
| 182              | Louis Barré (FRA)       | 117è             |
| 183              | Anthony Delaplace (FRA) | 78è              |
| 184              | Simon Guglielmi (FRA)   | 31è              |
| 185              | Łukasz Owsian (POL)     | FC               |
| 186              | Clément Russo (FRA)     | 97è              |
| 187              | Alessandro Verre (ITA)  | 39è              |

| Team DSM DSM | Team DSM DSM             | Team DSM DSM |
| ------------ | ------------------------ | ------------ |
| Núm          | Ciclista                 | Pos          |
| 191          | Oscar Onley (GBR)        | 40è          |
| 192          | Marco Brenner (GER)      | DNF          |
| 193          | Henri Vandenabeele (BEL) | DNF          |
| 194          | Sean Flynn (GBR)         | 91è          |
| 195          | Harm Vanhoucke (BEL)     | 100è         |
| 196          | Lorenzo Milesi (ITA)     | DNF          |
| 197          | Martijn Tusveld (NED)    | 77è          |

| Team Jayco AlUla JAY | Team Jayco AlUla JAY          | Team Jayco AlUla JAY |
| -------------------- | ----------------------------- | -------------------- |
| Núm                  | Ciclista                      | Pos                  |
| 201                  | Filippo Zana (ITA) (ruta)     | 20è                  |
| 202                  | Alexandre Balmer (SUI)        | 79è                  |
| 203                  | Alessandro De Marchi (ITA)    | 38è                  |
| 204                  | Felix Engelhardt (GER)        | FC                   |
| 205                  | Christopher Juul-Jensen (DEN) | 98è                  |
| 206                  | Jan Maas (NED)                | 123è                 |
| 207                  | Zdeněk Štybar (CZE)           | 72è                  |

| TotalEnergies TEN | TotalEnergies TEN        | TotalEnergies TEN |
| ----------------- | ------------------------ | ----------------- |
| Núm               | Ciclista                 | Pos               |
| 211               | Peter Sagan (SVK) (ruta) | 103è              |
| 212               | Maciej Bodnar (POL)      | DNF               |
| 213               | Mathieu Burgaudeau (FRA) | DNF               |
| 214               | Steff Cras (BEL)         | 36è               |
| 215               | Valentin Ferron (FRA)    | 75è               |
| 216               | Daniel Oss (ITA)         | 127è              |
| 217               | Julien Simon (FRA)       | DNF               |

| Trek-Segafredo TFS | Trek-Segafredo TFS           | Trek-Segafredo TFS |
| ------------------ | ---------------------------- | ------------------ |
| Núm                | Ciclista                     | Pos                |
| 221                | Edward Theuns (BEL)          | 119è               |
| 222                | Dario Cataldo (ITA)          | 116è               |
| 223                | Amanuel Gebrezgabihier (ERI) | 80è                |
| 224                | Asbjørn Hellemose (DEN)      | 62è                |
| 225                | Markus Hoelgaard (NOR)       | FC                 |
| 226                | Quinn Simmons (USA)          | 12è                |
| 227                | Toms Skujiņš (LAT)           | 16è                |

| Tudor Pro Cycling Team TUD | Tudor Pro Cycling Team TUD  | Tudor Pro Cycling Team TUD |
| -------------------------- | --------------------------- | -------------------------- |
| Núm                        | Ciclista                    | Pos                        |
| 231                        | Sébastien Reichenbach (SUI) | 49è                        |
| 232                        | Nils Brun (SUI)             | 111è                       |
| 233                        | Aloïs Charrin (FRA)         | DNF                        |
| 234                        | Lucas Eriksson (SWE) (ruta) | 54è                        |
| 235                        | Simon Pellaud (SUI)         | 95è                        |
| 236                        | Roland Thalmann (SUI)       | 101è                       |
| 237                        | Yannis Voisard (SUI)        | 67è                        |

| UAE Team Emirates UAD | UAE Team Emirates UAD | UAE Team Emirates UAD |
| --------------------- | --------------------- | --------------------- |
| Núm                   | Ciclista              | Pos                   |
| 241                   | Sjoerd Bax (NED)      | 99è                   |
| 242                   | George Bennett (NZL)  | 105è                  |
| 243                   | Alessandro Covi (ITA) | 68è                   |
| 244                   | Davide Formolo (ITA)  | 9è                    |
| 245                   | Brandon McNulty (USA) | 69è                   |
| 246                   | Diego Ulissi (ITA)    | 13è                   |
| 247                   | Tim Wellens (BEL)     | DNF                   |